# كاثرينا لودرز
كاترينا جوانا لودرز (بالهولندية: Catharina Lodders)‏ (من مواليد 18 أغسطس 1942 في هارلم) عارضة الأزياء وحاملة لقب ملكة جمال هولندية التي مثلت بلدها هولندا وتوجت ملكة في مسابقة ملكة جمال العالم 1962 ،

## مسابقات الجمال
وقبل ذلك، كانت تتوج ملكة جمال هولاند في مايو 1962. وبالتالي فإن فوز ملكة جمال هولندا يعطي فرصة لتتويج ملكة جمال الدولية 1962 في لونغ بيتش، كاليفورنيا وخلف مواطنه قبيلة باير. وضع Lodders الوصيف الثالث لفائز أستراليا تانيا فيرستاك. ثم توجت أيضًا ملكة جمال البنلوكس، تليها ملكة جمال العالم في وقت لاحق من ذلك العام. أصبحت المرأة الثانية (بعد كورين روتشافر في عام 1959) من هولندا لتفوز باللقب. كانت المسابقة بطلة في لندن. عند الفوز بالمسابقة، نقلت عنها قولها
| كاثرينا لودرز | "لا أعتقد أنني أجمل فتاة في العالم - أنا أجمل فتاة هنا" | كاثرينا لودرز |

.

## حياتها الشخصية
في 12 ديسمبر 1963 ، كعارضة هولندية تبلغ من العمر 21 عامًا والآن ملكة جمال سابقة من هارلم، هولندا، قبل لودرز اقتراح الزواج للمغني الأمريكي البالغة من العمر 22 عامًا تشابي تشاكر. قال تشاكر إنه التقى لودرز في مانيلا في وقت سابقاً. (كتبت أغنية تشاكر "Loddy Lo" ، وهي أغنية رقم 13 في أواخر عام 1963 ، عنها). تزوجا في 12 أبريل 1964 في الكنيسة الهيكل اللوثرية في ولاية بنسوكين، نيو جيرسي. قاموا في وقت لاحق بتربية أطفالهم في باولي بولاية بنسلفانيا، حيث انتقلوا إلى منزل مستعمر من الأحجار والإطار بتكلفة 80 إلى 100 ألف دولار. ولد طفلهم الأول، بيانكا جوهانا إيفانز، في فيلادلفيا في 8 ديسمبر 1966.

## الروابط الخارجية
- Miss Holland Now official website